# Callionymus sanctaehelenae
Callionymus sanctaehelenae је зракоперка из реда Perciformes.

## Угроженост
Ова врста је крајње угрожена и у великој опасности од изумирања.

## Распрострањење
Ареал врсте је ограничен на острво Света Јелена (енг. Saint Helena) у Атлантику.